# 匈牙利音樂

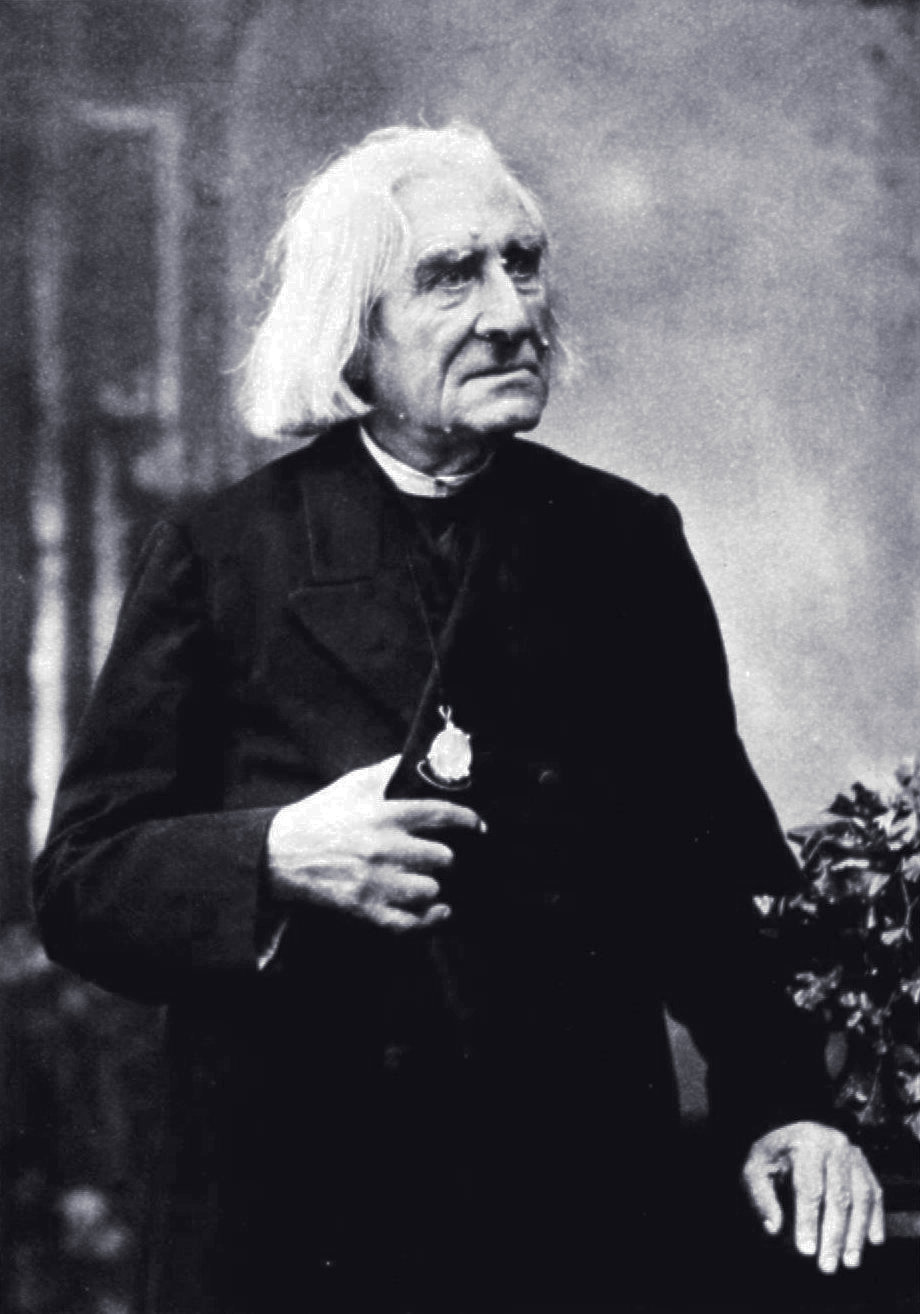
李斯特，著名的匈牙利作曲家

匈牙利對民謠音樂的世界有相當多的貢獻，包含流行音樂及古典音樂。匈牙利民謠音樂同時也是匈牙利人自我認同中相當重要的支柱與象徵，也持續在鄰近地區扮演著舉足輕重的角色，像羅馬尼亞、斯洛伐克 、波蘭南部，尤其是在南斯洛伐克及川西凡尼亞的羅馬尼亞人所在地，因為這裡也是許多匈牙利人的故鄉。。另外在索博爾奇-索特馬爾-貝拉格州區域，以及緊鄰克羅埃西亞的外多瑙( Transdanubia)地區西南部，同樣有著相當程度的影響力。每年固定在莫哈奇市（Mohács）舉辦的Busójárás Carnival是當今匈牙利民謠界的大事，以往是以歷史悠久並享譽國際的Bogyiszló orchestra作為活動的代表團體。。
匈牙利的古典音樂長期以來就像是「在匈牙利的土地上流傳已久的音樂實驗，並運用其民謠音樂的廣泛流傳，加以開創出屬於自己具有深度、自知的音樂文化。」。儘管匈牙利上層階級長久以來與歐洲其他各國有密切聯繫，使得全歐洲的音樂觀念能湧入匈牙利，但位處鄉村的農民亦能夠保存並延續己身的傳統。正因如此，在19世紀末的匈牙利作曲家們才能從鄉村農民音樂中汲取養分，創作出不同以往的匈牙利特有古典音樂風格 。舉例來說－巴托克·貝拉與高大宜這兩位匈牙利最有名的作曲家，即因運用民謠元素在個人作品中而聞名。巴托克採集整個東歐地區（包括羅馬尼亞及斯洛伐克）的民謠歌曲，而高大宜則著重在找尋匈牙利音樂中具特色且不同於其他音樂的部分。
匈牙利在1944年這段共產黨統治時期，政府設有歌曲審查委員會。當時主張意識型態的淨化，並查核其認為有煽動民眾可能性的流行音樂。不過也從此時開始，匈牙利的音樂產業日漸復甦，在各種音樂領域培養出不少成功樂手－爵士樂方面像是小喇叭手魯道夫·湯席茲、鋼琴家與作曲家卡洛里·賓德，都將匈牙利民謠與現代音樂結合。另外還有費倫茨·賽布及瑪塔.塞巴斯蒂安。匈牙利搖滾樂的三個重要團體是－Illés、Metró與Omega仍受到大眾喜愛，特別是 Omega 在匈牙利本國及德國都很受到歡迎。老牌地下團體如Sziámi及Európa Kiadó到80年代仍廣受歡迎。。

## 特質
與歐洲他處不同，匈牙利人與馬扎兒人（Magyars）起源自西元5到8世紀，當時芬蘭-烏戈爾語族與東土耳其人民在此定居並逐漸交融，這正是匈牙利傳統音樂的由來與歐洲絕大部分音樂差異。根據Simon Broughton的研究，高大宜定位的這些歌曲與俄羅斯馬里語族相同－「顯然可追溯至兩千五百年前」。文化人類學音樂研究者Bruno Nettl指出傳統匈牙利音樂在形式與元素上和蒙古及美國原住民音樂相似度頗高頗高。。Bence Szabolcsi研究則指出：「雖無法明確辨認出相關對象或特定民族語系，但芬烏及蒙古-土耳其元素亦在其中。」但即使如此，Szabolcsi仍認為匈牙利傳統音樂和馬里語、卡爾梅克語、漢特語（Ostyak）、西北部中國音樂、韃靼語、Vogul、土耳其音樂、Bashkirian、蒙古音樂及楚瓦什人的音樂有密切聯繫。他認為這些都證明了「以往與亞洲的交流與回憶，都沈睡並流動於匈牙利民謠的深處，這些音樂是西方世界在曲式方面不斷與古老東方聯繫的部分。」。
根據Broughton 的說法，匈牙利傳統音樂如同「匈牙利語」有著高度的特殊性，重音往往位於第一音節，致使音樂的部分產生具強勁口音的揚抑抑格（Dactyl）節奏。。Nettl 辨認出兩項匈牙利民謠的「關鍵特質」：「包含五聲音階的運用（由大二度與小三度，或間隔音階（gapped scale）所譜成)），也有部分旋律數度反覆的變調所創造的歌曲主軸。」這些變調「通常是在完全五度（Perfect fifth）裡升降。」，產生和諧泛聲的基音音程。有跡象顯示此五聲音階的重要特色，可能是受到中國音樂的影響。
根據Szabolcsi研究，這些匈牙利變調曲式伴隨的「某些旋律、節奏與裝飾音，可清楚地呈現土耳其人在歐亞大陸由東至西移動的特色。」。明顯受此影響的鄰近國家像斯洛伐克音樂，也會伴隨第二或第三音程間隔（interval）。在捷克、匈牙利及其他芬烏語系的音樂，也同樣具有運用「A-B-B-A」二部音樂形式的特色。匈牙利己身音樂更為人熟知的用法有A A' A' A 的變形，在其中B的片段是由五音中的A片段轉型而來（升或降）。

## 音樂的歷史

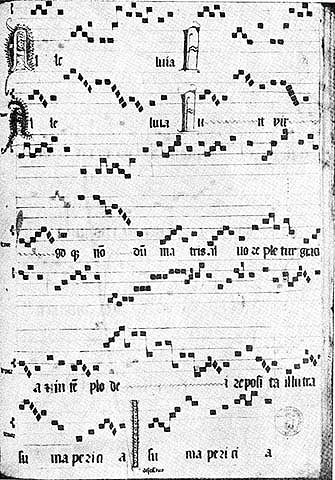
15世紀手本，描述兩個不同聲音的進行。

現存匈牙利音樂的最早記錄是在11世紀傳入的葛利果聖歌(Gregorian Chant)。記載中的樂器最早可追溯到1222年的口哨、1326年的kobzos、1355年的軍號、1358年的小提琴、1402年的風笛、1427年的長笛與1428年的小號。後來風琴在音樂演奏中扮演了重要角色。1508年Nádor Codex則首次以葛利果聖歌為旋律藍本，添上匈牙利人自己的音樂風格。
16世紀川西凡尼亞地區興起（在匈牙利東北部從未被土耳其人佔領的地區）成為匈牙利音樂創作中心，克拉科夫當地首次出版了匈牙利音樂作品。匈牙利的演奏音樂在當時的歐洲有相當的知名度，舉例來說像是長笛暨作曲家Bálint Bakfark即是享有美譽的大師級演奏家。他的作曲開拓出一種全新風格，著重在長笛與人聲間的配合。長笛演奏家Neusiedler兄弟創作了早期許多重要作品，在建構音樂理論上的作品收錄在Epithoma utriusque muisces中。
17世紀時匈牙利被分割為三個部分：一部份被土耳其人控制、一部份為哈布斯堡所統治，另外則是川西凡尼亞。自古流傳的歌曲漸漸失去了大眾市場，並被詩歌所取代（宮廷音樂家則取代了吟唱詩人）。他們演奏喇叭、口哨、欽巴隆、小提琴或風笛，而許多宮廷或王室都有自己專屬的大型演奏團體。其中的音樂家都來自德國、波蘭、法國或義大利。川西凡尼亞王子Gábor Bethlen的樂師，甚至包括了來自西班牙的吉他手，不過這時期的音樂沒有太多資料流傳下來。。
18世紀中葉，部分Sárospatak及Székelyudvarhely地區的大學生是中下層的貴族，他們原先來自鄉村區域，帶來了他們所處的地域音樂風格。在這些大學中流傳的合唱形式，採取了更多的複調曲式，學生們的歌本顯示了許多類似歌曲逐漸廣泛的通俗性。然而他們仍採用原曲作為記註符號，因此在其中並沒有出現延伸形式的歌曲收錄。直到Ádám Pálóczi Horváth在1853年出版了Ötödfélszáz Énekek，這些歌曲顯示在18世紀中後期，傳統匈牙利歌曲的風格日漸消失，而音樂家開始藉以向西方音樂靠攏來尋找創作靈感。
18世紀時維邦克斯（士兵音樂，verbunkos）亦逐漸興起，這種起初為軍隊徵兵所用的樂曲如同當時多數的匈牙利音樂，也就是旋律比歌詞更重要，即使近年來這項特質因 verbunkos 更為流行而有所轉變了。

## 民謠音樂
另見：匈牙利民謠音樂
1895年Béla Vikár首次錄製了匈牙利民謠音樂，更開創日後巴托克·貝拉與高大宜等先驅者在原始音樂的採集工作。現代匈牙利民謠出現在18世紀由哈布斯堡統治的帝國時代，東歐的音樂元素對其影響十分巨大，包括固定的制式舞曲和進行曲結構，取代了舊時代自由形式的風格。在此時的民謠音樂的形式，已經由演奏弦樂的吉普賽人或洛馬人取代了鄉村的風笛手。」。
在19世紀，洛馬管弦樂隊在全歐洲逐漸建立起知名度，在當時也常被認為是匈牙利原始音樂的傳統與遺產，像在李斯特的匈牙利舞蹈與狂想曲中，運用了匈牙利洛馬音樂來表現匈牙利民謠音樂 Hungarian。匈牙利的洛馬音樂常被認為是唯一的洛馬音樂，但其他不同的洛馬音樂其實仍遍佈整個歐洲大陸，並且和匈牙利類型不盡相同。在19世紀匈牙利語的民謠像夏得西或verbunkos，往往被歸類為吉普賽音樂（cigányzene）。。
匈牙利民族主義作曲家如巴爾托克，強烈否定匈牙利音樂與洛馬音樂有所關連，因此他投入匈牙利農民歌曲的研究與採集工作。根據音樂史學家Bruno Nettl的研究，巴爾托克所採集到的音樂與洛馬音樂幾乎沒什麼相關聯繫。相同的觀點也有現代作家支持，像是匈牙利的Bálint Sárosi。然而Simon Broughton也宣稱在洛馬音樂的本質中：「匈牙利原始風味與農民音樂其實有許多相似之處，較民俗學家同意認同的部分多出許多。」。另外Marian Cotton與Adelaide Bradburn則認為匈牙利境內的洛馬音樂「也許在本質上是來自於匈牙利傳統，但洛馬音樂本身有著十分複雜的發展，也讓其風格改變許多。因此我們很難將匈牙利的音樂與所謂真正的洛馬音樂劃分清楚。」。
除了洛馬與匈牙利的民族音樂之外，匈牙利一路傳承的音樂傳統還包括由充滿活力的Pomáz和Szentendre族群所保有的塞爾維亞音樂傳統、以及原本居住在摩爾多瓦Seret Valley地區的Csángó族，他們如今多數搬遷到布達佩斯。他們在樂器演奏與搭配上（像長笛、小提琴、魯特琴等）有著鮮明風格，成為當地民謠運動中的標誌。

### 維爾布恩克斯 (Verbunkos)

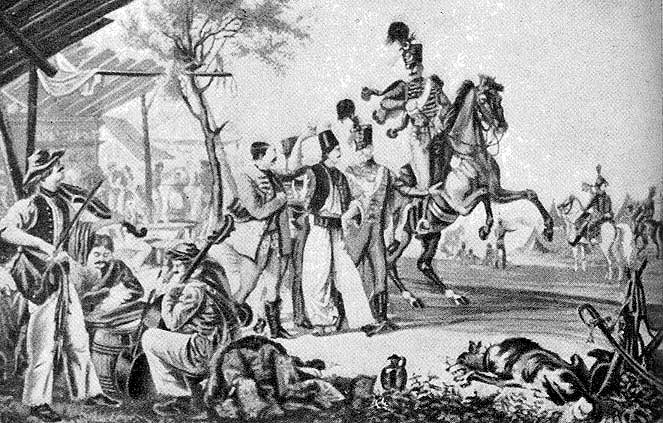
19世紀初 石版印刷 depicting a recruitment with 音樂

在19世紀維爾補恩克斯是在匈牙利最受歡迎的音樂風格。這是種具有節奏的舞蹈音樂形式，是由一種由快速舞蹈延伸出的慢舞形式所組成。這種舞蹈音樂有快慢交錯的兩種形式，也曾被視為是「兩個截然不同的音樂類型」。維爾補恩克斯源自於新兵加入軍隊宣誓時，在軍隊典禮中所使用的音樂表演形式。後來有部分曲式成為了進行曲，也形成音樂家李斯特與埃克托·柏遼茲作品中重要的一部份。當時沒有太多人知道它的起源，推測其來源可能是一些傳統的古老舞曲，像swine-herd dance及Heyduck dance，還有來自巴爾幹半島、斯拉夫與黎凡特（Levantine）的音樂元素影響，還有義大利與維也納的上層文化音樂，而洛馬音樂家最後匯集了上述的音樂曲風。維爾補恩克斯日漸受到歡迎，但不只是在貧苦農民之間傳唱，也在上層貴族流行了起來，他們認為 verbunkos 是真正代表匈牙利民族的音樂。維爾補恩克斯的演出形式中包括了：bokázó (敲擊鞋跟)、終止式音樂形式（cadence-pattern），並使用二度增音程（augmented interval）、三連音，有著寬廣的音樂幅度、即興且無歌詞的韻律、快速交替的變化、緩慢節拍與弱拍節奏。在18世紀末期 Verbunkos 被應用在歌劇、室內樂、鋼琴音樂及歌詞文學當中，並且被視為「古匈牙利舞蹈與音樂的復興，此種音樂的成功象徵了大眾藝術的興起。」。
當時19世紀著名的音樂家有享有盛譽的小提琴家Panna Czinka，而樂團領導人雅諾斯·畢哈里（János Bihari）則被譽為「提琴界的拿破崙」。。畢哈里、Antal Csermák與其他作曲家更使得verbunkos能「表達出最深刻的匈牙利音樂浪漫主義。」，並且使其在「民族特有音樂中佔有重要角色。」Bihari 在推廣並創新 verbunkos 上有著特殊巨大的貢獻，被譽為「狂野想像裡音樂魔鬼的化身」。 Bihari 與後繼者創造了nota這種流傳後世的樂曲，這是種由作曲家如Lóránt Fráter、Árpád Balázs、Pista Dankó、Béni Egressy、Márk Rózsavölgyi與Imre Farkas 所譜寫且廣泛流傳的樂曲形式。這幾位現代匈牙利音樂大師皆為演奏 verbunkos 的團體 Lakatos的家族成員，這團體中也包括了Sándor Lakatos和Roby Lakatos等人。。

### 洛馬音樂 (洛馬音樂)
雖然洛馬音樂（如 verbunkos）基本上被認為是匈牙利的表演風格，但其仍有自身專屬的民謠音樂形式（特色是多半沒有樂器伴奏）。雖然他們的名聲也在洛馬社群外流傳，但洛馬音樂傾向於呈現周遭人群所使用的特殊音樂。然而因其並未修飾過的「曲折和顫音」變化，反而創造出嶄新、具有特色的洛馬風格。儘管沒有樂器伴奏，音樂家仍用棍棒快速敲擊地面以產生節奏聲響，搭配一種稱為口發低音（oral-bassing）的仿效樂器聲的特殊技巧。一些現代洛馬音樂家，例如Ando Drom、Rota與Kalyi Jag在洛馬音樂中加入了像吉他之類的現代樂器。此外Gyula Babos主導的Project Romani更在其音樂中添加前衛爵士的音樂元素。。

### 匈牙利的音樂在外國的發展
Kicsi fülemüle dalol (A small nightingale singing)
從種族上看，匈牙利民族居住在羅馬尼亞、塞爾維亞、斯洛伐克、美國 與世界各地。位於羅馬尼亞的匈牙利民族(分佈於在川西凡尼亞及桑格（Csángó）區)在音樂的部分反而最多是受到匈牙利的影響，在斯洛伐克的匈牙利人則組成一個稱為Ghymes的正統樂團，專門演奏傳統的táncház音樂。。位於伏伊伏丁那塞爾維亞地區除了大批匈牙利少數民族的所在地之外，在其他區域匈牙利音樂則成為塞爾維亞民族主義者攻擊的對象。。
川西凡尼亞民謠音樂在現代川西凡尼亞人的生活中仍佔有最重要的部分。巴爾托克和高大宜發現川西凡尼亞地區是能夠採集豐富民謠歌曲的區域，更是豐腴的處女地。這類型的民謠團體往往是三人組的弦樂團體，包括了小提琴、中提琴及低音提琴，有時亦有欽巴隆的加入。通常由第一提琴手或primás演奏主旋律，搭配著其他伴奏音樂與節奏演出。。 川西凡尼亞同時也是當齊斯(táncház)的發源地，此種音樂類型也在匈牙利廣泛的流傳。

### 當齊斯 (Táncház)
當齊斯(舞蹈屋)是種在1970年代開始流傳的舞曲形式，是作為對抗國家所支持的民謠音樂而出現的產物，也被描述成一種介於穀倉舞（類似波爾卡的農村舞蹈）與民謠之間的過渡音樂類型。這種音樂通常是以節拍緩慢的verbunkos 或Lad's Dance（一種男子舞蹈音樂）作為起始，緊接於後的是快速的czárdás。Czárdás 是種融合許多地區特色且相當受歡迎的匈牙利舞曲，特徵是節拍上的改變。當齊斯是民謠歌曲的綜合體，音樂家Béla Halmos與Ferenc Sebő與舞曲收集家György Martin與Sándor Timár，蒐集了大量在城市絕跡的民間演奏及舞蹈音樂。特別的是這些歌曲的源頭雖然是來自羅馬尼亞的川西凡尼亞，但此地的人口絕大部分卻是由匈牙利人組成。這些團體用於演奏樂器的形式是以提琴為主，小提琴及低音吉他為輔，有時也加入欽巴隆，而這種形式是源自於居住在川西凡尼亞與南斯洛伐克的匈牙利社區。
許多當代匈牙利音樂家，都是在當齊斯蓬勃的時期嶄露頭角，像Muzsikás與Márta Sebestyén。其他團體還有Vujicsics、Jánosi、Téka與Kalamajka。歌手的部分有Éva Fábián與András Berecz。著名演奏家包含提琴家Csaba Ökrös、欽巴隆演奏家Kálmán Balogh、小提琴家Félix Lajkó(來自於塞爾維亞的蘇博蒂察），還有演奏家Mihály Dresch。

## 古典音樂
在全世界的古典音樂中，匈牙利貢獻最顯著的音樂家就是李斯特，這位創作了匈牙利狂想曲與 前奏曲的大師，是19世紀備受尊崇的鋼琴家與作曲家。李斯特生存的年代，也是尋找自我本質的現代匈牙利古典音樂成型之際。除了李斯特之外，同時期的费伦茨·艾凯尔製作的義大利及法國風格的歌劇，也搭配著匈牙利語的台詞，另外具有德國古典風格的大師Mihaly Mosonyi，他們都替日後的音樂發展鋪下一條大道，其所帶來的影響是後繼者望塵莫及的。這不只是因為他們個人的天份，更因為他們努力將洛馬音樂的精髓融入作品中，以熱情將傳統發揮的淋漓盡致。。

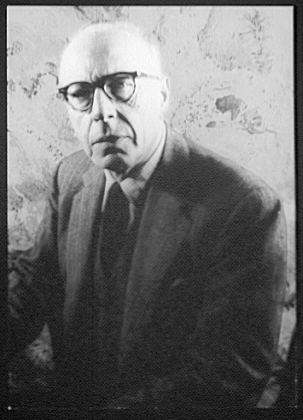
George Szell，conductor

匈牙利也孕育出了許多傑出音樂家，像是創作Rustic Wedding Symphony的作曲家卡尔·戈德马克、作曲家兼鋼琴家埃尔诺·多赫南伊和鋼琴樂作曲家斯蒂芬·海勒。許多來自匈牙利的小提琴家皆享譽國際，尤其是姚阿幸·約瑟夫、Jenő Hubay、Edward Remenyi與萊奧波德·奧爾。出生於匈牙利的指揮家有Antal Doráti、尤金·奧曼迪、弗里茲·萊納及喬治·塞爾 。

### 匈牙利歌劇
匈牙利歌劇的起源為18世紀末自外國引進的歌劇興起，當時許多地區像是波索尼（Pozsony）、Kismarton、錫比烏與布達佩斯都有音樂會舉行，且多半受到日耳曼歌劇或義大利歌劇影響。匈牙利歌劇發展源於戲劇學校與日耳曼歌劇的改編，這些戲劇學校包含了位於Sátoraljaújhely的Pauline School、位於Csurgó的Calvinist School以及設立於布達佩斯的Piarist School。。
第一部音樂劇的嘗試是1793年晚期由Gáspár Pacha與József Chudy在布拉提斯拉瓦所製作的「Prince Pikkó and Jutka Perzsi」，這也是普遍認同的首部匈牙利歌劇。本劇是翻譯自由Philipp Hafner所創作的「Prinz Schnudi und Prinzessin Evakathel」。此時期的歌劇仍具有強烈源於維也納Zauberposse形式的喜劇風格，這種狀態一直持續到19世紀。但即使採取國外歌劇形式，在故事中的「詩詞、歌詞與主角」仍以 verbunkos 為基礎，也在此時成為匈牙利的民族國家象徵。19世紀中葉Ferenc Erkel採用了法國與義大利的範本，創作了首部以匈牙利語為發音的歌劇。。

### 巴爾托克與高大宜
19世紀末匈牙利音樂的發展受到德國的古典音樂主導，不過這種情況到了1905年則有所轉變。此時Endre Ady開始發行詩集、作曲家巴托克·貝拉也首次發表了作品，同時高大宜也開始進行收集民謠歌曲的工作。巴托克與高大宜都是優秀的作曲家，他們的音樂有著具特色的匈牙利風格。高大宜特別專注於匈牙利民謠音樂，而巴托克則對各式的民謠音樂都有興趣，因此在東歐各國（尤其是匈牙利）收集傳統民謠的資訊，並將其運用在自己的音樂創作中。與先前嘗試探索匈牙利在地風情的作曲家相比，高大宜與巴爾托克並未將洛馬與匈牙利民族音樂併在一起，反而就兩者後期的發展形式做了詳細分類，他們的音樂成就被視為影響「匈牙利人傳統」與「後世本國作曲家」的重要分水嶺。。

### 20世紀
20世紀前期，巴托克與高大宜是最具影響力的代表人物－尤其在高大宜於1947年復興傳統合唱民謠之時。但是這項風潮卻在1950年代被迫中止，此時由國家主張下所興起的共產主義優於一切。當時「信仰與意識型態成為作曲家創作音樂時的衡量基準，那些可恥的形容詞像 '形式主義的' 與 '世界主義的'在一時間蔚為風潮（古典詠嘆調、詠嘆調或奏鳴曲成為合乎體統的匈牙利音樂主要定義。並消除了高大宜作品中那些會引起偏差觀念的歡樂與樂觀氣氛，此舉致造成了乏味無趣的結果，使其失去大眾的支持。」當時知名的作曲家是Endre Szervánszky與 Lajos Bárdos 。
大約從1955年開始，受巴爾托克啟發的新一代作曲家逐漸展露頭角，為匈牙利音樂添加新的元素。這個時代的作曲家包括了Ferenc Szabó、Endre Szervánszky、Pál Kadosa、Ferenc Farkas與György Ránki。他們除了都回歸到匈牙利音樂舊時的技巧，同時亦採用當時引進的西方古典音樂中前衛與現代的元素。。

## 流行音樂
在20世紀初，匈牙利的流行音樂是由輕歌劇和多樣化的洛馬音樂所組成。Nagymező utca地區因為擁有為數眾多的夜店與劇場，被稱為「布達佩斯的百老匯」，並成為流行音樂的主要發展中心。然而在1945年此地的輝煌時代突然被中止，此時期的流行音樂即是指愛國歌曲，並與蘇俄共產黨劃上等號。雖然仍有為數不多的歌劇仍持續上演著，但任何受西方影響的音樂都會被視為有害且危險的事物。。
然而到了1956年，隨著「3T」而起的自由主義開始風起雲湧（包含了'tűrés、tiltás和támogatás，意思是寬容、禁制與支持)，而一段持續頗久的文化掙扎期也自此開始，起使的原因是由於非裔美國人所屬的爵士樂進入此地。。

### 搖滾樂
搖滾樂最初是源於非裔美國人的音樂風格，後來則成為英美及世界其他地區的白人特色音樂。在1960年代初期，匈牙利青少年們開始群聚欣賞搖滾樂，即使當局仍然對此加以譴責。在1970年初期有三組搖滾樂團佔有重要地位，分別是Illés、Metró與Omega，這三組樂團也都發行過至少一張以上的專輯。一些零星的樂團也曾錄製過少許單曲，但國營的音樂製作公司並未宣傳或支持這些樂團，也因此他們很快的就消失了。。
到了1968年，新經濟政策（New Economic Mechanism）開始推行，並試圖復甦匈牙利的經濟狀況。此時樂團Illés贏得知名的Táncdal Fesztivál中幾乎所有的獎項。然而到了1970年代，蘇聯對所有在匈牙利的「危險份子」進行了制裁，而搖滾樂手就成為主要的攻擊目標。當Metró與Omega離開此地之時，Illés則被禁止繼續表演與灌錄唱片。這些團體中的部分成員組成了一個超級樂團－LGT，並且迅速的走紅。同時來自於「Omega」的其餘團員也在德國的演藝圈取得空前的成功，並在此時仍相當的受到歡迎。
在1970年代晚期，搖滾團體必須要服從唱片公司的種種要求，並且保證所有歌曲都能通過歌曲委員會的審查（這個單位專門檢查歌曲是否有違理念。）LGT是支相當受到歡迎的傳統搖滾經典樂團。當時還有些較迎合歌曲審查委員會標準的樂團，專門製作以搖滾樂為主卻沒有顛覆暗示的流行音樂，像The Sweet與Middle of the Road。於此同時由官方批准，屬於電子樂迪斯科類型的表演者也開始出現，像是Neoton Familia、Beatrice與Szűcs Judit。在同一時期也有更具批判特色的前衛搖滾團體出現，像East、V73、Color和Panta Rhei。。
1980年代初期，經濟不景氣與低迷的社會氣氛嚴重打擊了匈牙利的文化發展，更導致一股青年人覺醒與採取不合作態度的風潮。使得聆聽搖滾樂並迫切向外尋求龐克搖滾的人數迅速增長，當時主要樂團包括了Beatrice這個頗受好評的樂團，他們自迪斯科的風格轉型至龐克與民謠搖滾，歌曲未經審查且常有誇張演出。其他還有像P。 Mobil、Hobo Blues Band及憂鬱的二重唱Bizottság與Edda művek。
在1980年代，國營的「音樂製作公司」（Record Production Company）也隨之瓦解。因為匈牙利當局意識到限制 搖滾樂並不能有效的降低其影響力，取而代之的作法是鼓勵年輕音樂人演唱共產主義教條與守則的相關歌曲，想藉此削弱其影響力。在先前的十年間他們見到了由龐克音樂與新浪潮音樂所帶來的全面性衝擊，而政府當局也決定乾脆將此形式併入其控管之下。第一批主要被判入獄的搖滾樂危險份子被釋放，例如曾因政治煽動罪而被判刑入獄兩年的龐克樂團CPG的成員。。
在1990年代初期，匈牙利內部局勢的困難使得政府無暇監控搖滾樂及其他樂團的表演活動。在共黨政府垮台後，匈牙利的表演風格變的越來越類似於其他歐洲國家的演出形式 。

## 節慶、場所和其他組織
布達佩斯除了是匈牙利的首都之外，同時也是音樂重鎮。世界音樂作家Simon Broughton稱此地為匈牙利能聽到「真正優秀的民謠音樂」的最佳去處。在此每年都會舉辦稱為當齊斯találkozó民謠大會的活動(或稱為舞廳集會)，這是當地現代音樂的主要活動之一。布達佩斯歷史悠久的表演場所包含了1853年成立的Philharmonic Society、1884年成立的Opera House of Budapest（屬於當地的音樂學會，在1875年開幕時由李斯特擔任校長，並由Ferenc Erkel從事指導工作。至今仍是匈牙利重要的音樂教育中心。）
匈牙利文化部組成了由政府運作的國際文化基金會（National Cultural Fund），藉此贊助某些音樂組織團體。在匈牙利的非營利音樂組織包括有匈牙利Jazz Alliance與匈牙利音樂協會 。

## 延伸閱讀
- Bartók, Béla. . Ams Pr. 1981. ISBN 0404166008.
- Dobszay, László. . Corvina. 1993. ISBN 9631334988.
- Káldy, Gyula. . Reprint Services Corp. 1902. ISBN 0781202469.
- Kodály, Zoltán. . Barrie and Rockliff. 1960.
- Sárosi, Bálint. . Corvina. 1986. ISBN 9631322203.
- Szitha, Tünde. . Magus Kiado. 2000. ISBN 9638278684.